# ب‌ام‌و ایکس۴
ب‌ام‌و ایکس۴ (انگلیسی: BMW X4) یک خودرو لوکس شاسی بلند کوچک است که در سال ۲۰۱۴ معرفی شد. این خودرو آلمانی در کارخانه بی‌ام‌و در کارولینای جنوبی ایالات متحده تولید شد.
مدل مفهومی این خودرو در سال ۲۰۱۳ طراحی و در نمایشگاه بین‌المللی خودرو نیویورک در سال ۲۰۱۴ در معرض نمایش قرار گرفت و فروش آن از بهار ۲۰۱۴ آغاز شد.
سیستم انتقال قدرت ایکس۴ با ایکس۳ مشترک بوده و موتور آن در دو مدل ۴ و ۶ سیلندر بنزینی و دیزلی عرضه می‌شود. ایکس۴ کمی از ایکس۳ بزرگتر ولی نسبت به ایکس۵ کوچکتر است

## ب ام و x4 در ایران
نسل اول ب ام و x4 با کد اتاق F26 در ایران از سال ۲۰۱۵ توسط پرشیا خودرو عرضه شد. x4 های موجود در کشور با پلاک ملی، همگی مجهز به یک موتور ۲ لیتری توئین توربو هستند که نیروی آن از طریق گیربکس ۸ سرعته اتوماتیک به هر چهار چرخ منتقل میشود. فولترین نمونه های x4، مجهز به ۷ رادار ( رادار تابلوخوان، تصادف از جلو، تصادف از عقب، نقطه کور، بین خطوط، کروز کنترل اکتیو یا به اصطلاح رادار کروز و رادار تشخیص عابر پیاده ) و هوک عقب ( بکسل بند برقی ) هستند. این خودرو تا مدل ۲۰۱۷ در ایران موجود است چرا که به دلیل وضع قوانین جدید، از دی ماه ۱۳۹۶ دیگر وارد کشور نشد.